# شب قطبی

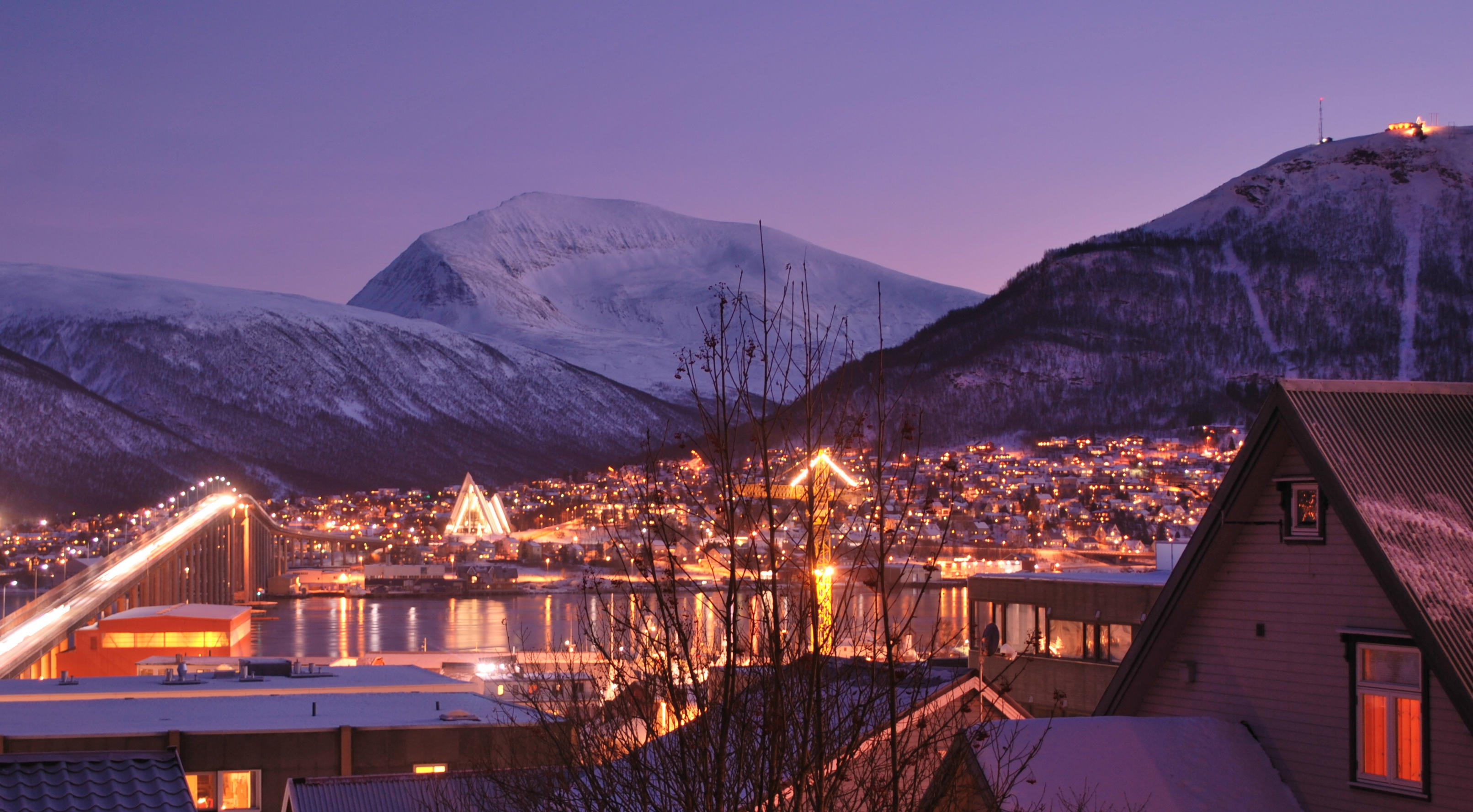
ابتدای ظهر در ترومسا، نروژ در زمان شب قطبی

شب قطبی پدیده‌ای است که در آن، شب بیش از ۲۴ ساعت طول می‌کشد و در شمالی‌ترین و یا جنوبی‌ترین مناطق زمین و فقط در دایره قطبی رخ می‌دهد. رویداد مخالف چنین پدیده‌ای، زمانی که خورشید برای مدتی طولانی بالاتر از افق می‌ماند را روز قطبی یا خورشید نیمه‌شب می‌گویند. در نواحی درون دایره قطبی زمانی که خورشید پایین‌تر از افق می‌ماند از ۲۰ ساعت در دایره شمالگان و مدار قطب‌جنوب تا ۱۷۹ روز در قطب‌ها متفاوت است.

## گونه‌ها
همان‌طور که گونه‌های مختلفی از شفق وجود دارد، گونه‌های مختلفی نیز از شب قطبی وجود دارد. این به آن خاطر است که شب قطبی در زمانی تعریف می‌شود که هیچ شفقی رخ نمی‌دهد.

## شفق قطبی
شفق قطبی در مناطقی رخ می‌دهد که در مرز درونی دایره‌های قطبی قرار گرفته باشند.